# Church of God International
Church of God International (CGI) är ett amerikanskt trossamfund bildat av Garner Ted Armstrong, son till den kände radio- och TV-evangelisten Herbert W Armstrong.
Sedan Garner Ted 1978 uteslutits ur faderns Worldwide Church of God (WCG), på grund av sexuella snedsprång, bildade han CGI. Men fler sexskandaler följde, Garner Ted tvingades därför lämna CGI:s ledning och bildade istället, 1998, Intercontinental Church of God.
CGI har ett sextiotal församlingar i USA, Kanada, Jamaica, Irland, Australien och Filippinerna.
CGI har gudstjänstgemenskap med en rad andra avhoppare från WCG, som Life Resource Ministries, The Living God Ministries, Church of God Big Sandy, United Christian Ministries, Common Ground Christian Ministries, Church of God Cincinnati, Church of God in Miami, Dynamic Christian Ministries och Haggai 1:14 Ministries.